# Geografía de Mauritania

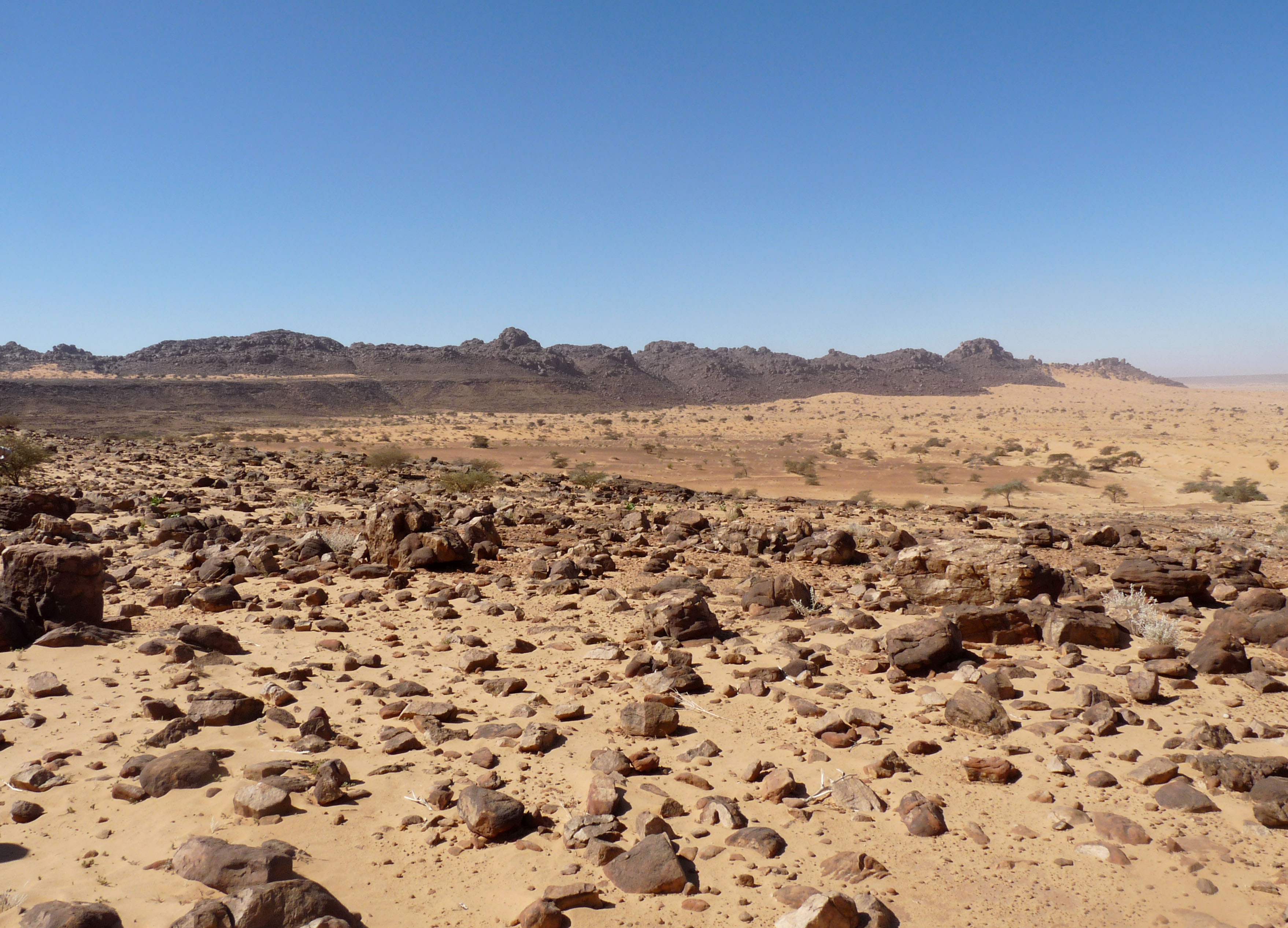
Meseta de Adrar

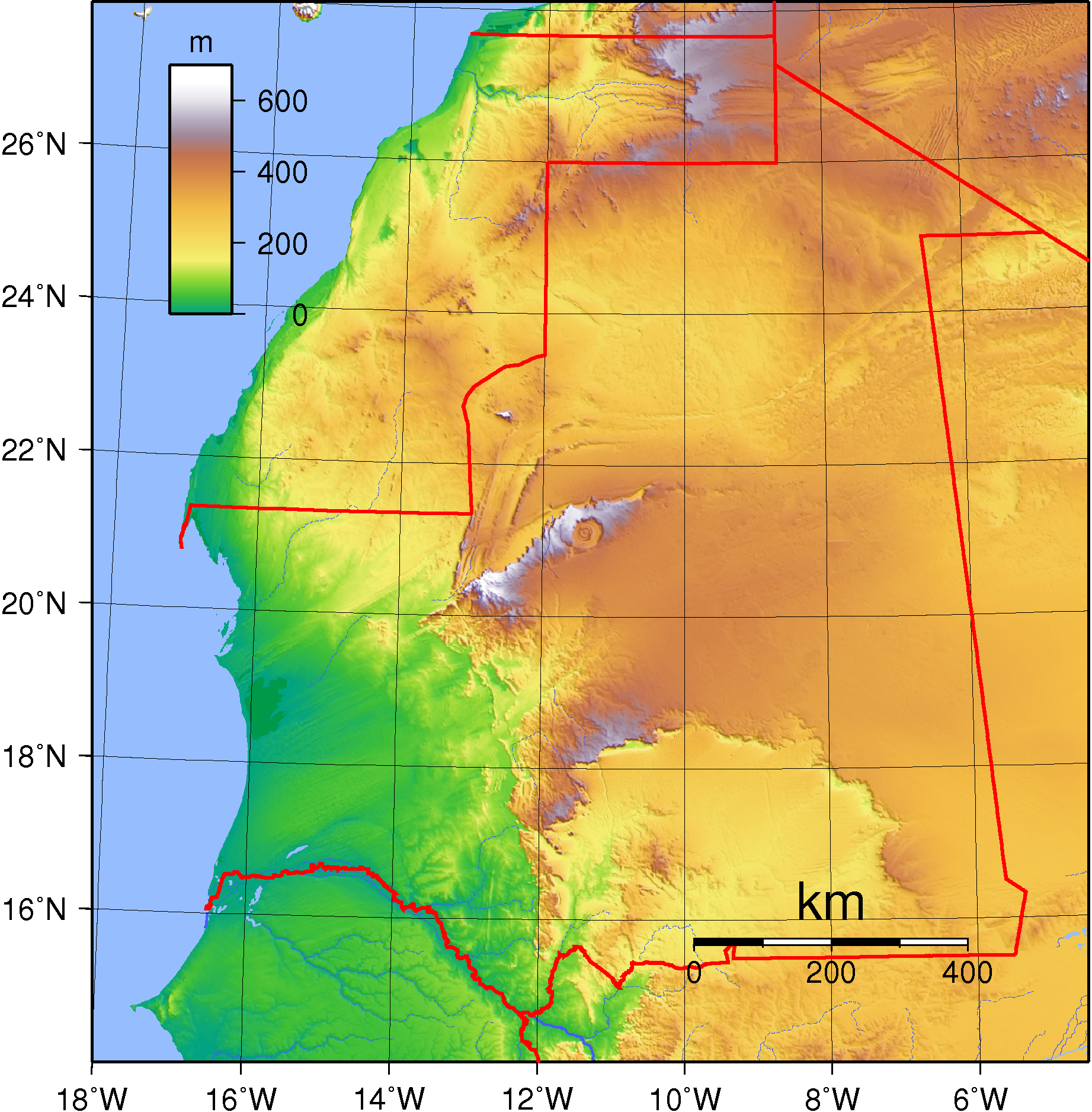
Topografía de Mauritania. En el centro se aprecia la estructura de Richat.

Mauritania se encuentra situada a orillas del océano Atlántico. Limita al norte con Sáhara Occidental, al noreste con Argelia, al este con Malí y al sur con Senegal y Malí. El río Senegal es el que sirve de frontera a ambos países.
El país se encuentra dominado por el desierto del Sahara que ocupa casi la totalidad del territorio, a excepción de una estrecha banda litoral, donde se encuentran casi todas las ciudades importantes del país: Nuakchot, Nuadibú, y la franja del Sur, en sus fronteras con Senegal y Malí... Las principales ciudades del interior son Tidjikja, Atar, Chingueti, etc.

## Relieve

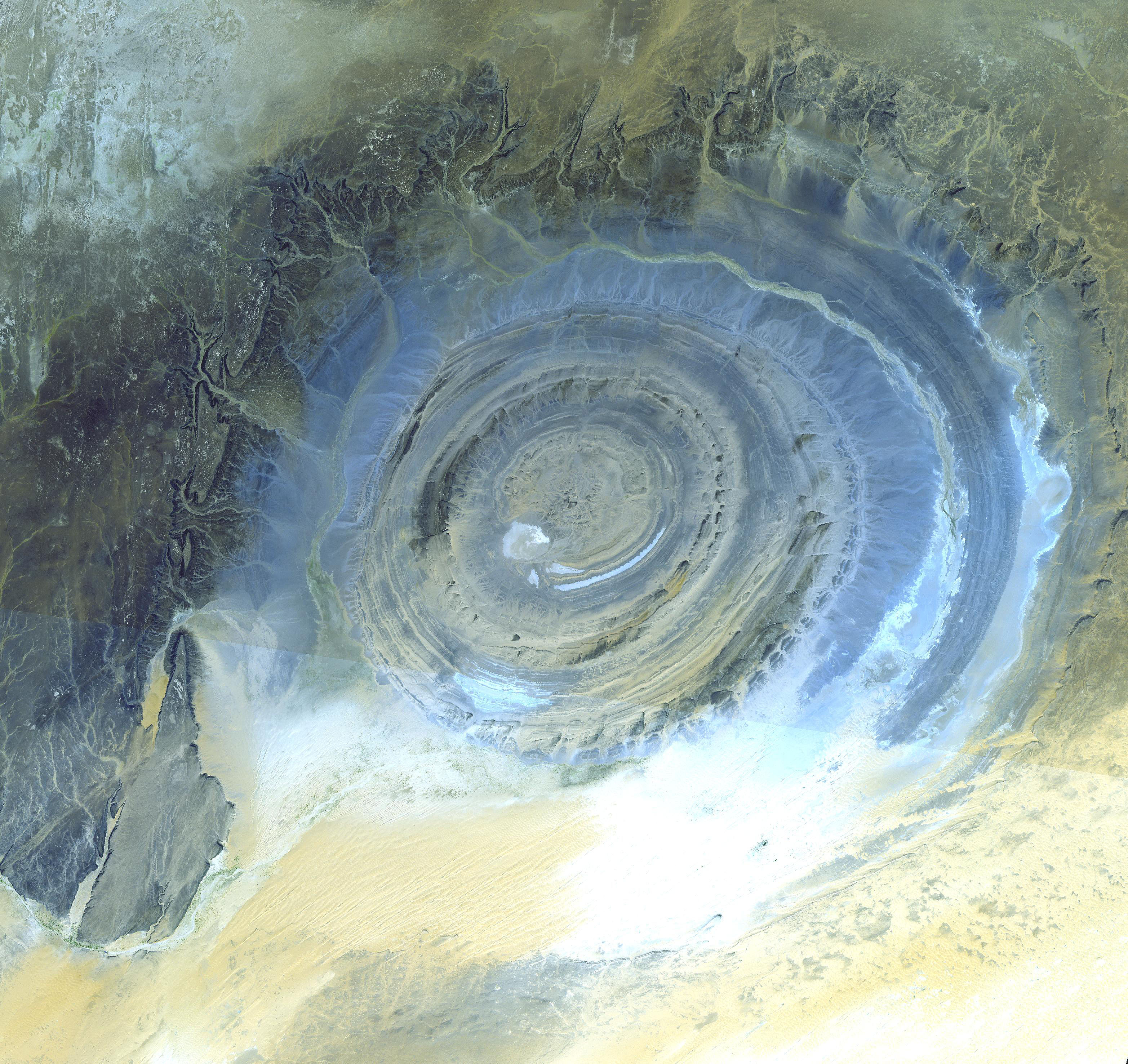
Estructura de Richat. Se cree que se ha formado debido a la erosión diferencial sobre capas de cuarcita con esta disposición.

El relieve es eminentemente llano, formado por vastas y áridas llanuras rotas por escarpes y emergencias rocosas. Mauritania está rodeada por el océano Atlántico, entre Senegal y el Sahara Occidental, Malí y Argelia. Es considerado a la vez parte del Sahel y el Magreb. Una serie de escarpes, entre el centro y el sudoeste, separados por mesetas de arenisca, cortan la planicie. La más alta es la meseta de Adrar, de unos 500 m de altitud. Al pie de los escarpes hay algunos manantiales. Algunos picos aislados se elevan sobre las mesetas. Los pequeños se llaman guelbs y los más grandes kedias. Destaca la estructura de Richat, un guelb de casi 50 km de diámetro que tiene forma circular concéntrica y una combinación de rocas calizas y volcánicas.

Principales accidentes geográficos de Mauritania.

Las mesetas descienden gradualmente hacia el nordeste, la enorme cuenca sedimentaria de El Djouf, a unos 320 m de altitud, una inmensidad de dunas separadas por serranías erosionadas que se extiende hasta Malí. Esta región forma parte del desierto del Sahara.
Hacia el oeste, entre el océano y las mesetas, alternan zonas de llanuras pedregosas, reg, con zonas de dunas, mar de dunas. Las dunas son movedizas y suelen aumentar en tamaño hacia el norte. La llanura costera tiene menos de 45 m de altitud, mientras las mesetas oscilan entre 180 y 230 m, aunque hacia el interior se elevan gradualmente mediante escarpes que más bien son cuestas, aunque también se encuentran inselberg, entre los que destaca el monte Ijill o Kediet Ijill, de 915 m, un enorme bloque de hematita, mineral de hierro.
Tres cuartas partes de Mauritania son desérticas o semidesérticas. Además, la sequía está expandiendo el desierto desde la década de 1960. Hacia el sudoeste aparecen cinturones de vegetación que se convierten en sabana y trazas de bosque tropical en las cercanías del río Senegal.

### Geología
Geológicamente, Mauritania está dividida en cuatro zonas. La primera, en el norte y noroeste, está formada por rocas  precámbricas (2.700 millones de años), que emergen para formar el esqueleto de la sierra de Reguibat y la serie de rocas Akjoujt, que forma una vasta penillanura salpicada de inselbergs. 
La segunda zona, en el centro y el nordeste, consiste en una serie de  sinclinales: el de Tindouf, cubierto de areniscas, en la frontera con Argelia, y el de Taoudeni, que ocupa las dos terceras partes del cratón de África Occidental, bordeado por la meseta de Adrar, la meseta de Tagant y la meseta de Assaba, y el anticlinal de Affollé, con la depresión de Hodh. 
La tercera zona está formada por la cadena de las Mauritanidas, llamada 'cinturón de la diorita', formada a causa de movimientos orogénicos durante el final de proterozoico y el paleozoico, en el margen occidental del cratón de África Occidental. Se extiende de norte a sur y ocupa unos 2500 km entre Senegal y Marruecos, pasando por Mauritania. Está formado por rocas sedimentarias, eruptivas y metamórficas, del precámbrico al paleozoico. 
La cuarta zona es la cuenca sedimentaria senegalesa-mauritana, que incluye la costa mauritana y el río Senegal en el sudoeste. Está formada por rocas sedimentarias cenozóicas, del cretácico inferior y el cuaternario. Calizas arcillosas, areniscas y arcillas. En la costa, cuatro transgresiones marinas que han dado lugar a dunas, areniscas, calizas, arenales y conchales.

## Clima

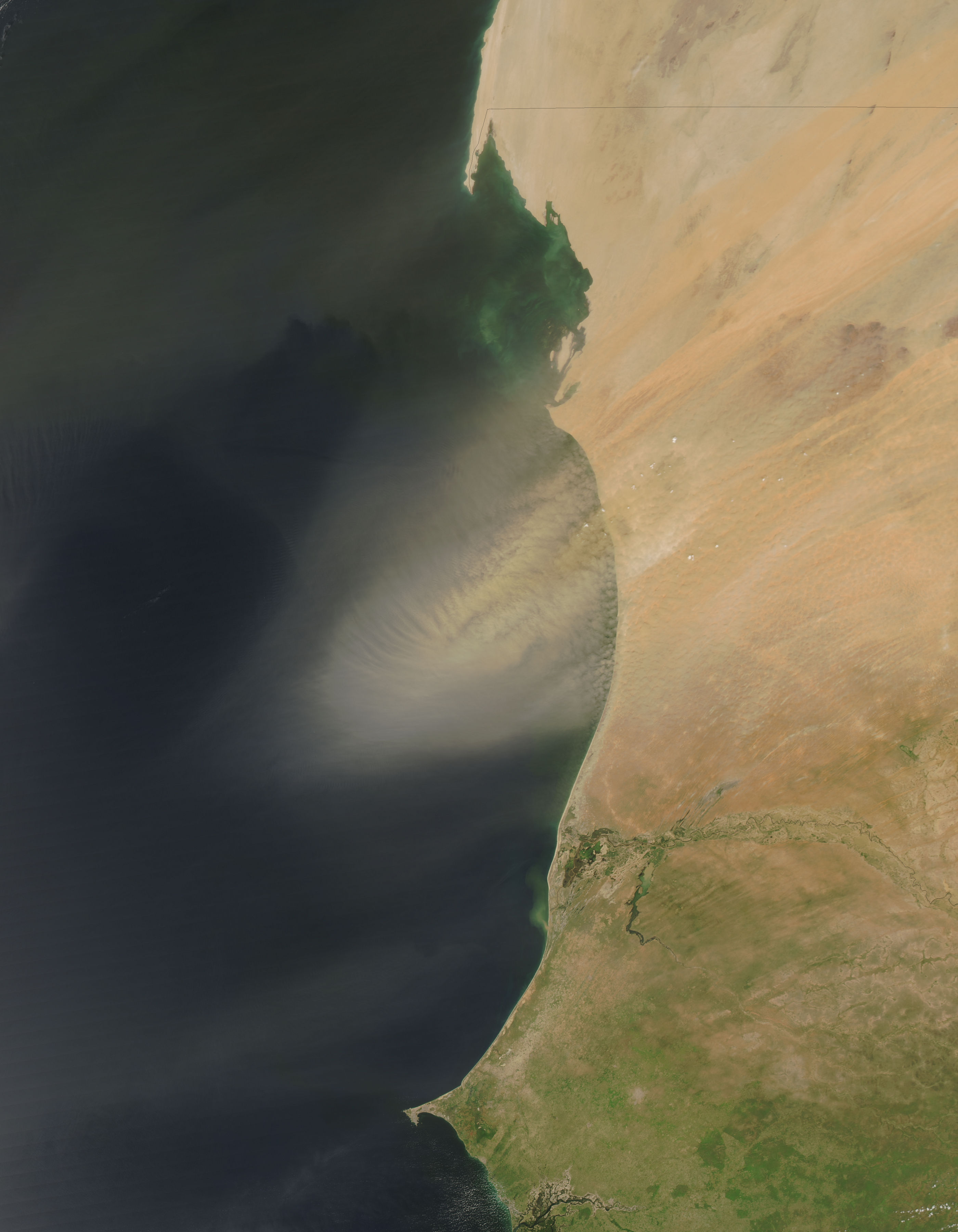
Nube de polvo adentrándose en el océano Atlántico desde Mauritania impulsada por los vientos alisios.

El clima de Mauritania se caracteriza por temperaturas extremas y lluvias escasas e irregulares. Las variaciones anuales son pequeñas, pero las variaciones diurnas son muy altas. El viento de  harmatán, seco y caliente, y a menudo cargado de polvo, sopla desde el Sahara durante la larga estación seca y es el viento predominante, excepto en la franja costera, donde prevalecen los vientos oceánicos. La mayor parte de las lluvias caen durante la corta estación húmeda, de julio a septiembre, y la media de precipitaciones oscila entre los 500-600 mm en el extremo sur, y menos de 100 mm en el norte, en las dos terceras partes del país.
En la costa, la corriente de las Islas Canarias, una corriente marina de agua fría que circula de norte a sur, provoca que en la mitad norte del litoral mauritano las temperaturas sean frescas y agradables durante todo el año. En Nuadibú, las temperaturas oscilan entre los 15 y los 23.oC del invierno, con nieblas frecuentes, y los 20 y los 27.oC del verano, salvo cuando sopla el viento del desierto, que puede hacer subir el termómetro a 37-38.oC. La temperatura del mar en esta zona es de 19.oC en enero y de 24.oC en septiembre. La precipitación media en Nuadibú es de 18 mm.
En las zonas del interior del norte de Mauritania, en pleno desierto, hace más frío en invierno, pero en julio y agosto se superan los 40 oC a diario, y en el nordeste se llaga a los 50 oC. En Zuérate, en enero, las temperaturas oscilan entre 12 y 22.oC, y en agosto entre 27 y 40.oC. Las precipitaciones alcanzan los 55 mm, con un máximo de 20 mm en septiembre.
La región central del sur pertenece al Sahel y se ve afectada por los monzones. Nuakchot, en la costa, es cálida todo el año, con temperaturas en enero entre 15 y 27.oC y en septiembre entre 26 y 33.oC. Caen entre 100 y 160 mm de lluvia al año, entre julio y octubre, con un máximo en agosto.
En el extremo sur, en el interior, las temperaturas aumentan, en Kiffa, a 500 km del mar, las temperaturas en enero oscilan entre 17 y 28.oC y en mayo y junio entre 30 y 41.oC. Las lluvias en esta región oscilan entre 200 y 400 mm, con un máximo de en torno a 100 mm en agosto.
En la frontera con Senegal, las lluvias aumentan hasta los 400-600 mm, con un clima saheliano-sudanés que conlleva precipitaciones de hasta 200 mm en agosto. En Sélibaby, caen 475 mm entre junio y octubre, con temperaturas de 16 y 33.oC en enero, y de 28 a 42.oC en mayo, antes de las lluvias.

## Áreas protegidas de Mauritania

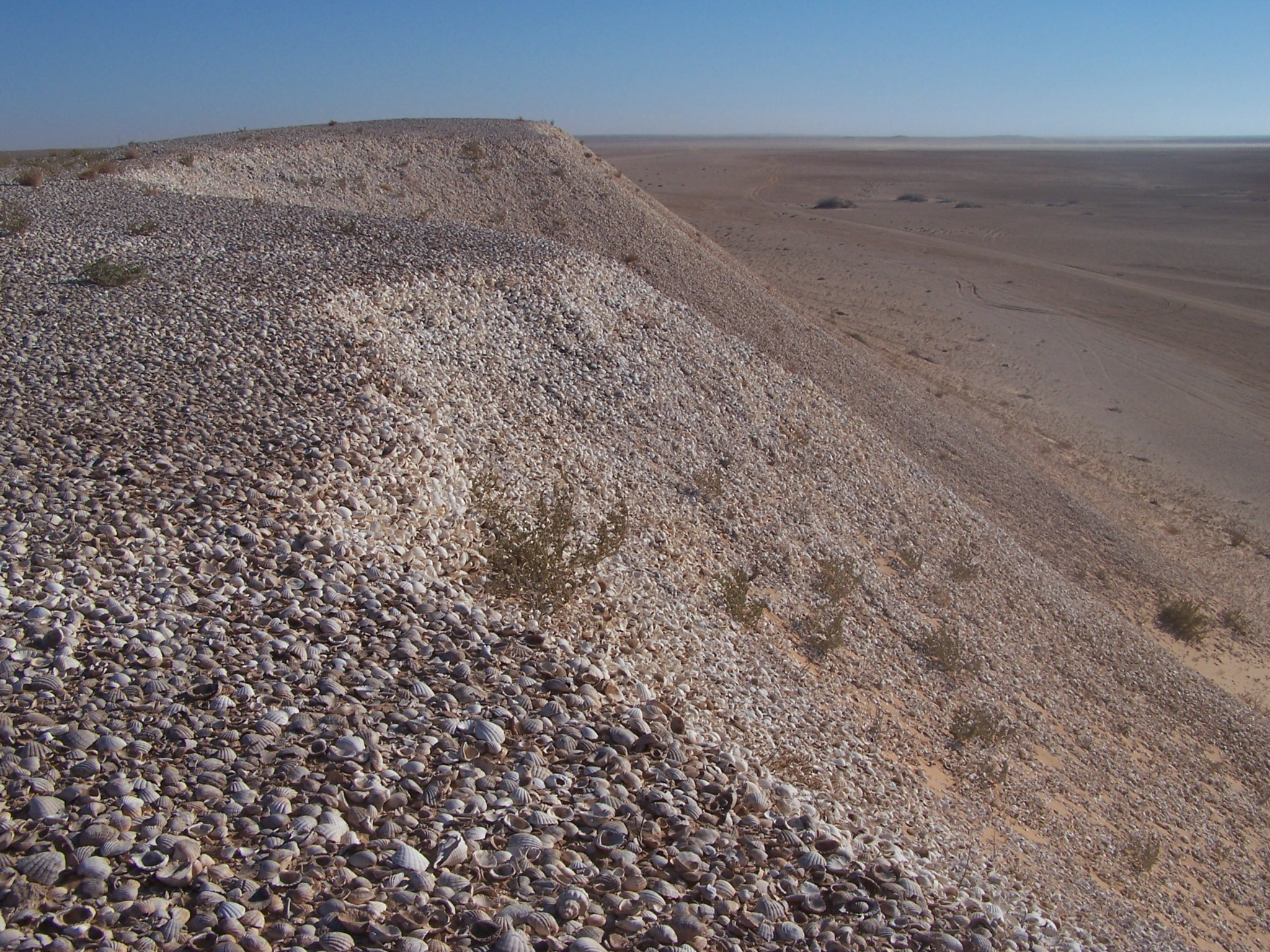
Conchero gigantesco en el parque nacional del Banco de Arguin.

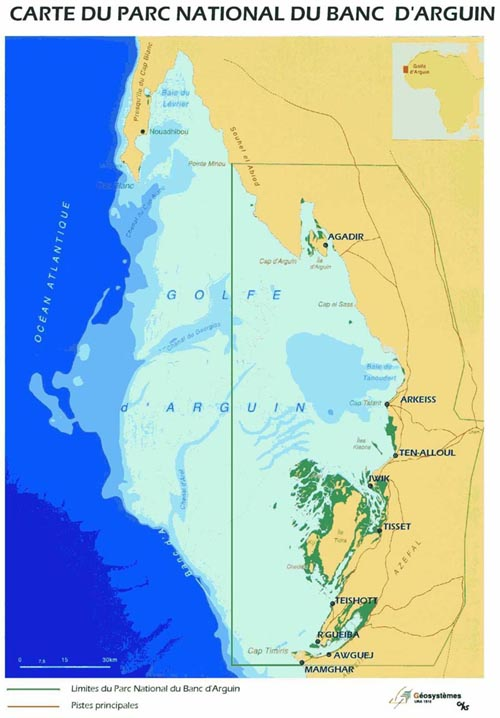
Mapa del parque nacional del Banco de Arguin

En Mauritania hay 2 parques nacionales, 1 reserva satélite costera en Cabo Blanco, 1 reserva de la biosfera en el delta del río Senegal y 4 sitios Ramsar que incluyen los 2 parques nacionales.
- Parque nacional del Banco de Arguin, 12.075 km², frente al Cabo Blanco. Sitio Ramsar. Zona costera con humedales, áreas marinas, islas aisladas, canales, bancos de arena, arroyos y algún manglar.

- Parque nacional de Diawling, 130 km², al oeste del parque nacional de las Aves del Djoudj, en Senegal. Sitio Ramsar y Patrimonio de la Humanidad. Llanura salina en el bajo delta del Senegal, dunas, lagunas costeras, un estuario con manglares, peces, camarones y gambas que alimentan a numerosas aves: cormoranes, cigüeñas, espátulas, garcetas, ánades y zancudas. Entre los mamíferos hay facoceros, chacales y monos rojos.

- Reserva satélite de Cabo Blanco, 2.1 km², zona marina y costera, frente al parque nacional del Banco de Arguin. Patrimonio de la Humanidad como reserva de la foca monje.[6]

- Reserva de la biosfera del delta del río Senegal, año 2005, forma parte de la Reserva de la Biosfera Transfronteriza entre Mauritania y Senegal. Creada en 2005, cubre 6.418 km², de los que 5.625 km² en tierra y 793 km² sobre el mar. Esta inmensa zona cubre 4 sitios Ramsar y 2 patrimonios de la Humanidad, incluyendo la ciudad de Saint Louis. Integra la Reserva de Chat Tboul y el parque nacional de Diawling en Mauritania, y, en Senegal, el parque nacional de las Aves del Djoudj (160 km²), la Reserva especial de fauna de Guembeul (7,2 km²), el parque nacional de la Langue de Barbarie (20 km²), el estuario del río Senegal y el casco urbano de Saint Louis.[7]

- Chat Tboul, 155 km², sitio Ramsar, 16°33′ N 16°24′, al oeste del parque nacional de las Aves del Djoudj, en Senegal, entre el río y la costa, forma parte del norte del delta del río Senegal en una de sus bocas. Unos 10 km de dunas costeras llenas de humedales, lagos salinos, estanques, estuarios y zonas pantanosas. pelícanos, flamencos rojos, gaviotas picofinas, avocetas comunes, etc. Amenazado por la sobrepesca y la posibilidad de plantar arroz.[8]

- Lago Gabou y red hidrográfica de la meseta de Tagant, 95 km², sitio Ramsar, 17°56′N 011°52′W. Compuesta por una red de ríos que fluyen desde la región que forma el límite entre el Sahel y el Sahara, en la meseta de Tagant, para dar lugar al lago Gabou, varias lagunas temporales y charcas, así como manantiales y oasis, suficientes para mantener una flora de Phoenix dactylifera y Hyphaene thebaica, dos especies de palmeras de gran valor económico, baobabs y rosas de invierno, típicos de la sabana saheliana. Hay cocodrilos, que se esconden en las zonas fangosas hasta que empieza la época de lluvias, y aves migratorias como la cigüeña blanca y la cigüeña negra. El lugar está amenazado por el cambio climático.[9]

## Población y etnias de Mauritania

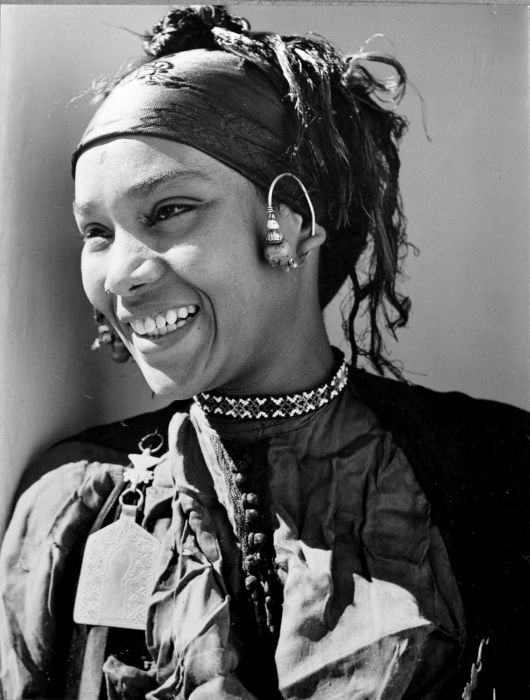
Muchacha haratin de Marruecos

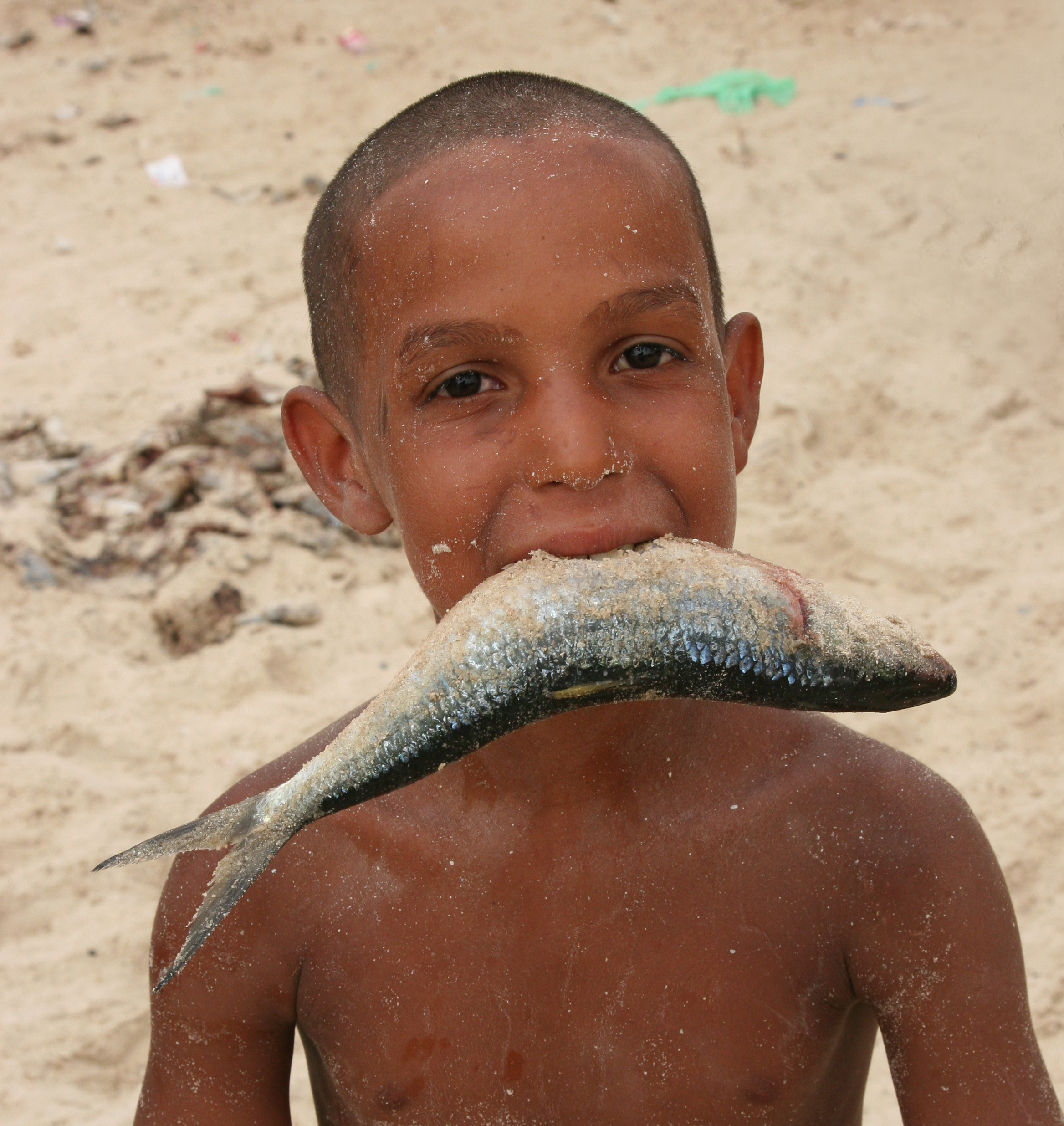
Niño mauritano en la playa de Nuakchot.

En la República Islámica de Mauritania hay una población estimada en 2019 de 4,66 millones de habitantes, aunque algunas estimaciones no superan los 4 millones. Se estima que el 30-40% de la población es árabe blanca (árabes-bereberes, beidanes o moros blancos); otro 30-40% serían haratines, descendientes de esclavos subsaharianos arabizados (moros negros), y el 20-30% restante serían negros no arabizados, que incluyen los pueblos fula o fulani, toucouleur, bambara, soninke, serer, wolof y haratin. Varios grupos étnicos son agricultores y ganaderos: los beidan, también llamados moros blancos, por contraste con los haratin, que son de piel más oscura (moros negros) y que son descendientes de esclavos negros liberados, los soninke y los serer, mientras que los fulas son agricultores y pastores seminómadas. El término moro no define a ningún grupo étnico, sino que lo usaban los cristianos europeos para definir a las poblaciones árabes o bereberes del norte de África, como el término sarracenos.
En general, los árabes son más numerosos en el norte y los negros, en el sur, aunque no existen regiones habitadas únicamente por negros. Regiones como Guidimaka, al sur, albergan un 50% de soninkes, un 25% de fulas y un 25% de árabes. En la región de Gorgol, también al sur, hay moros blancos y negros, fulas o peuls, soninkés, bambaras y wolof, pero la lengua común es el idioma fula o peul. En Nuakchot, la capital, hay una mezcla de árabes, occidentales y negros de todas las etnias. Hay barrios donde están mezclados y otros donde predominan los negros. En general los moros blancos y negros son mayoría. Los barrios ricos están al norte.
El sistema social es igual en todas las etnias. Los grupos se dividen en clases jerárquicas. A la cabeza se encuentran los nobles, que lo son por nacimiento, le siguen los sirvientes y por último los esclavos. Los moros nobles están encabezados a su vez por guerreros, descendientes de Beni Hassan y conocidos como hassanis, y los murabit o morabitos, consagrados al estudio de la religión. Los guerreros, de ascendencia árabe, conocidos como zawaya, reciben tributo de los beidan, que son sus vasallos. En esta jerarquía, la base la forman dos grupos de artesanos, los herreros y los griot, o contadores de historias. Las clases serviles se dividen en esclavos y liberados. Los haratin son bastante autónomos, pero están limitados por su economía más nómada.

### Etnias
- Beidan (en árabe Bîdhân, «blanco»). Unos 600.000. Descendientes de los árabe-bereberes del norte de África, muchos de ellos procedentes de la península ibérica cuando fueron expulsados durante la Reconquista.
- Haratin. Unos 600.000 en Mauritania, el 40% del total de 1,5 millones. Son los antiguos esclavos liberados después de 1981, cuando se abolió la esclavitud y que adoptaron la lengua de sus antiguos amos, el hassanía. En la práctica, muchos haratines siguen vinculados a sus amos, de ahí que se diga que todavía se practica la esclavitud en Mauritania.[14] En muchos casos, las diferencias entre los árabes blancos y negros no son apreciables, ya que son de carácter social más que físico.[15] Los haratin sirven como asistentes domésticos y trabajadores en los campos, cuando no viven en las ciudades.
- Toucouleur o tukulor. Viven en el valle del río Senegal.
- Fulani. Dispersos por el sur.
- Soninké. Unos 140.000 en Mauritania. Son un pueblo mandinga, importantes en países como Senegal, Gambia y Malí, pero que en Mauritania viven en grupos dispersos. hablan el soninké.
- Wolof. En la costa sudoeste, cerca de Rosso.
- Bambara. Pueblo mandinga que fundó el imperio de Malí en el siglo XIII, cuyos restos se encuentran en Tichit, al sur de Mauritania.

### Esclavitud en Mauritania
La prohibición en 1981 de la esclavitud nunca acabó de acatarse del todo en Mauritania. Según Amnistía Internacional y otras ONGs entre el 10 y el 20 por ciento de la población vive bajo régimen de esclavitud, en un número que supera las 90.000 personas según el Índice Global de Esclavitud, 21,5 de cada 1000 individuos. No obstante, la esclavitud está prohibida y castigada con la cárcel. La practican los árabes blancos, pero también los wolof, los peul y los soninké. Se aprecia en forma de trabajo infantil y doméstico, matrimonios de niños, prostitución y tráfico de personas. Los niños de los haratin se venden a veces a Arabia Saudí y Kuwait, donde practican oficios que los árabes blancos consideran viles para ellos.

### Perfil demográfico
La tasa de fertilidad es de 4 hijos por mujer y casi el 60% de la población tiene menos de 25 años. La escolarización es insuficiente, sobre todo en las mujeres. La alfabetización es del 50%. La persistencia de las tradiciones esclavistas no contribuye a la educación de los haratin o moros negros, a los que se sigue sometiendo a matrimonios forzados y a la ignorancia. La sequía, la pobreza y el desempleo empujan a la emigración desde los años 1970 hacia los países de África Occidental como Senegal, Malí, Costa de Marfil y Gambia. La guerra Mauritania-Senegal de 1989 forzó a muchos mauritanos de color a emigrar a Senegal, desde donde fueron a Libia, los países del Golfo Pérsico y Europa. Actualmente, es un importante punto de tránsito de la migración hacia Europa, sobre todo hacia España a través de las Islas Canarias, Ceuta y Melilla.